# Jianxi, Fujian
Jianxi (kinesiska: 建西) är en köping i sydöstra Kina. Den ligger i Shunchang härad i staden Nanping i provinsen Fujian, omkring 160 kilometer nordväst om provinshuvudstaden Fuzhou. Antalet invånare är 11 072. Befolkningen består av 5 438 kvinnor och 5 634 män. Barn under 15 år utgör 14,0 %, vuxna 15-64 år 69 %, och äldre över 65 år 15,0 %.